# Caryanda pieli
Caryanda pieli är en insektsart som beskrevs av Chang, K.S.F. 1939. Caryanda pieli ingår i släktet Caryanda och familjen gräshoppor. Inga underarter finns listade i Catalogue of Life.